# Desinfección

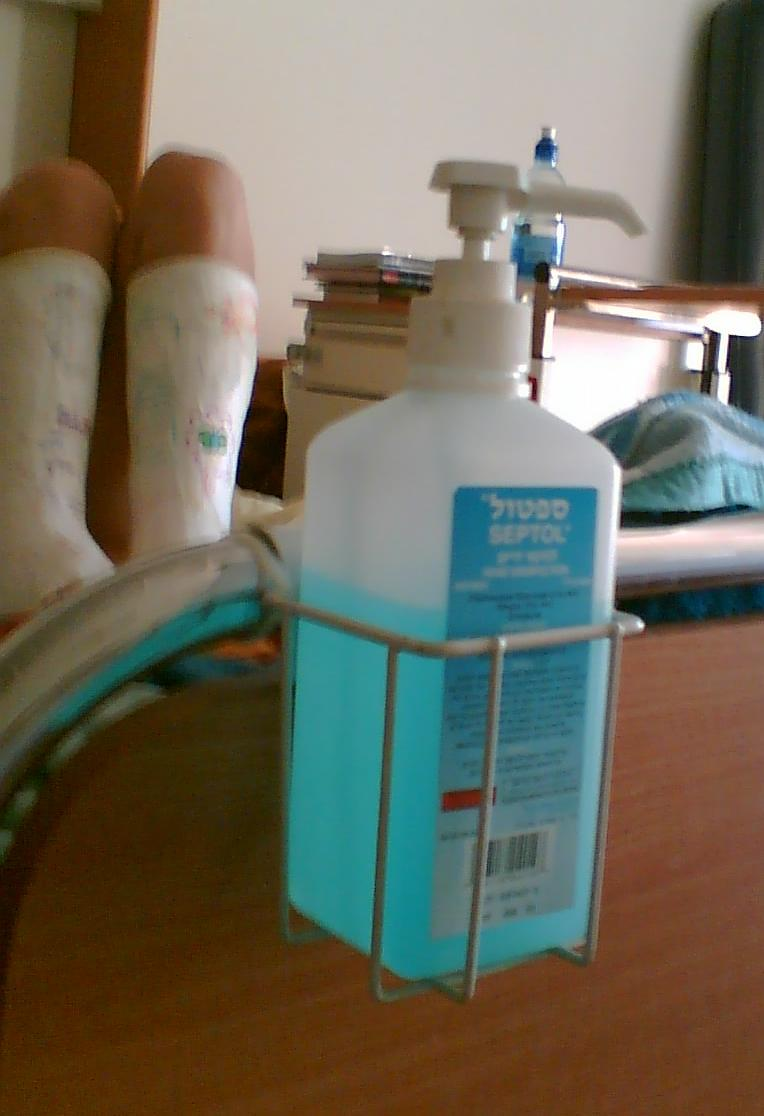
Líquido desinfectante junto a la cama de un hospital.

Se denomina desinfección a un proceso químico que mata o erradica los microorganismos sin discriminación (tales como agentes patógenos) al igual como las bacterias, virus y protozoos impidiendo el crecimiento de microorganismos patógenos en fase vegetativa que se encuentren en objetos inertes.[cita requerida]
Los desinfectantes reducen los organismos nocivos a un nivel que no dañan la salud ni la calidad de los bienes perecederos. Algunos, como los compuestos fenólicos, pueden actuar también como antisépticos.
Los desinfectantes se aplican sobre objetos inanimados[cita requerida], como instrumentos y superficies, para tratar y prevenir las infecciones. 
Entre los desinfectantes químicos del agua más habituales se encuentran el cloro, las cloraminas y el ozono. La desinfección del agua también puede ser física cuando se emplea la ebullición, la filtración y la irradiación ultravioleta. Se deben distinguir los desinfectantes de los sanitizantes que son sustancias que reducen el número de microorganismos a un nivel seguro.[cita requerida]

## Categorías de desinfección
En función de la actividad y el resultado en la eliminación de organismos patógenos se categorizan distintos niveles de desinfección:
| Nivel | Elimina                                                     | Modo de uso                           | Tiempo                                                   |
| ----- | ----------------------------------------------------------- | ------------------------------------- | -------------------------------------------------------- |
| Alto  | Microorganismos, hongos, virus.                             | Actúa por inmersión de los objetos.   | De acuerdo al producto, aproximadamente 20 a 45 minutos. |
| Medio | Bacterias vegetativas, esporas bacterianas, hongos y virus. | Frotamiento inmersión y pulverización | Mínimo de 20 minutos de exposición                       |
| Bajo  | Bacterias vegetativas y virus y algunos hongos.             | Frotamiento.                          | 30 segundos a 2 minutos                                  |

El proceso de esterilización es un proceso en el que también se eliminan todos los microorganismos y esporas con tiempos de exposición prolongados (3-12 h).

## Clasificación de instrumental atendiendo a su riesgo
El médico estadounidense E. H. Spaulding hizo en 1968 el primer estudio racional, sobre desinfección atendiendo al riesgo de infección en pacientes derivado del uso del instrumento a tratar. Dividió a dichos instrumentos en tres categorías:
- Artículos críticos: son los que entran en contacto con tejidos estériles o el sistema vascular del paciente. Presentan un alto riesgo de infección si son contaminados por algún microorganismo. Dentro de esta categoría están los instrumentos quirúrgicos, catéteres cardiacos y urinarios, implantes y sondas de ultrasonidos usadas en cavidades corporales estériles. Estos instrumentos deben ser esterilizados utilizando vapor o esterilizantes químicos.

- Artículos semicríticos: son los que contactan con mucosas o piel no intacta. En esta categoría están los instrumentos para terapia respiratoria y anestesia, algunos endoscopios, palas de laringoscopio, pruebas manométricas esofageales, cistoscopios, catéteres de manometría anorrectal y anillos diafragmáticos. Deben estar libres de todo microorganismo, pero se permite un pequeño número de esporas. Como mínimo requieren desinfección de alto nivel, usando desinfectantes químicos.

- Artículos no críticos: Contactan con piel intacta pero no con mucosas. Virtualmente no existe riesgo documentado de transmisión de agentes infecciosos. Pertenecen a esta categoría: Artículos no críticos del cuidado del paciente, manguitos de medida de presión, muletas y superficies medioambientales no críticas, frecuentemente tocadas con las manos y que potencialmente podrían contribuir a la transmisión secundaria entre el trabajador y el paciente: camas, utensilios de comida, muebles y suelo. Deben ser descontaminados con desinfectantes de bajo nivel.

## Tipos de desinfectantes
Existen diferentes mezclas de desinfectantes totalmente registradas donde se puede encontrar (aparte de todas las materias activas mencionadas anteriormente) alguna otra.
Es importante antes de usar un desinfectante, asegurarse de que este cumple con la normativa vigente y que precisa del registro (HA) que es el necesario para poderlos aplicar en las industrias alimentarias.
También hay que valorar aparte del coste económico del producto y la efectividad, los peligros que estos entrañan y seguir los consejos del fabricante. Hay productos de bajo coste económico y alta efectividad, pero que sin embargo son productos tóxicos, carcinogénicos, mutagénicos, etc. y en caso de accidente o peligro disponer siempre de las fichas de seguridad de todos los productos que se usan están monitorizados por agencias e instituciones tanto nacionales como internacionales.
| Alcoholes                                                | Existen dos tipos de alcohol etílico y el isopropílico, que son solubles en agua. Son rápidamente bactericidas para toda forma vegetativa de bacterias, también son tuberculicidas, fungicidas y virucidas. Su actividad depende de la concentración.                                           |
| Cloro y compuestos clorados                              | Son relativamente de fácil acceso económico, su efecto es rápido sobre una gran variedad de microorganismos, se inactivan con la presencia de residuos orgánicos |
| Formaldehído                                             | Es un compuesto químico altamente volátil y muy inflamable, es un gas incoloro, de un olor penetrante. |
| Glutaraldehído                                           | La actividad antimicrobiana también depende de condiciones como la dilución, la concentración y la temperatura (es mayor al aumentar la temperatura). Es un compuesto no corrosivo. Dura hasta 14 días.                                                                                         |
| Peróxido                                                 | Se inactiva cuando es expuesto a la luz, materia orgánica y contacto con el aire, la oxidación que produce lesiona la piel no intacta. Debe estar a una concentración mayor a 6 % para ser considerado desinfectante de alto nivel.                                                             |
| Yodóforos                                                | Entre mayor dilución mejor actividad bactericida, su función disminuye por la presencia de sangre y material orgánico. |
| Orto-ftalaldehído (OPA)                                  | Desinfección que se obtiene a los 12 minutos, larga vida útil (2 semanas), propiedades no tóxicas, aprobado por APIC y por FDA. |
| Ácido peracético                                         | Se descompone en ácido acético y agua oxigenada, no deja residuos tóxicos, permanece efectivo aun en materia orgánica y es esporicida a bajas temperaturas. |
| Compuestos fenólicos                                     | Son el estándar para los desinfectantes. Están en los primeros llamados "desinfectantes hospitalarios" gracias a su amplio espectro microbicida. De acuerdo con su actividad, se comportan como bacterio estáticos y bactericidas según el pH y la concentración.                               |
| Compuestos de amonio cuaternario: cloruro de benzalconio | Soluciones germicidas para limpieza: son los productos de elección para limpieza de pisos. Son compatibles con tensoactivos, compuestos presentes en muchos limpiadores, lo cual los convierte en una familia ideal para productos duales que se encargan tanto de limpiar como de desinfectar. |

## Características de un desinfectante
1. Alto poder bactericida (que actúe a grandes diluciones).
2. Amplio espectro.
3. Estable (período activo durante un mínimo de 3 a 6 meses).
4. Homogéneo (concentración similar en todos los niveles de una solución).
5. Penetrante (de tensión superficial baja).
6. Soluble en agua, por lo que es útil para el lavado de piel, escaras, etc.
7. Soluble en grasas.
8. Compatible con otros productos químicos (jabón, cera, etc.).
9. Disponibilidad y buena relación costo-riesgo-beneficio.